# Uvarus osserensis
Uvarus osserensis är en skalbaggsart som beskrevs av Bilardo och Rocchi 2008. Uvarus osserensis ingår i släktet Uvarus och familjen dykare. Inga underarter finns listade i Catalogue of Life.